# Мансак
Манса́к (фр. и окс. Mansac) — коммуна во Франции, находится в регионе Лимузен. Департамент — Коррез. Входит в состав кантона Ларш. Округ коммуны — Брив-ла-Гайярд.
Код INSEE коммуны — 19124.
Коммуна расположена приблизительно в 420 км к югу от Парижа, в 80 км южнее Лиможа, в 32 км к западу от Тюля.

## Население
Население коммуны на 2008 год составляло 1374 человека.
| 1962 | 1968 | 1975 | 1982 | 1990 | 1999 | 2008 |
| ---- | ---- | ---- | ---- | ---- | ---- | ---- |
| 1104 | 1114 | 1227 | 1281 | 1341 | 1311 | 1374 |

## Экономика
В 2007 году среди 813 человек в трудоспособном возрасте (15-64 лет) 606 были экономически активными, 207 — неактивными (показатель активности — 74,5 %, в 1999 году было 67,3 %). Из 606 активных работали 548 человек (299 мужчин и 249 женщин), безработных было 58 (26 мужчин и 32 женщины). Среди 207 неактивных 60 человек были учениками или студентами, 71 — пенсионерами, 76 были неактивными по другим причинам.

## Фотогалерея
- Вокзал
- Карта коммуны